# Петропавловский собор (Гомель)
Петропавловский собор (бел. Петрапаўлаўскі сабор) — православный храм в Гомеле, кафедральный собор Гомельской епархии Белорусской православной церкви.
Входит в Гомельский дворцово-парковый ансамбль.

## История
Собор заложен протоиереем Иоанном Григоровичем 18 октября 1809 года во владении Николая Румянцева, строился в 1809—1819 годах в стиле классицизма (архитектор — Джон Кларк). Размещается на высоком мысу над Сожем и виден издалёка. Окончательно строительство завершилось в 1824 году.
В 1902—1930 годах настоятелем собора был Александр Зыков.
После революции 1917 года началось закрытие и разрушение церквей, переоборудование их в учреждения иной категории. В 1935 году Петропавловский собор был закрыт. Богослужения в соборе возобновились в 1940-х годах, в период немецкой оккупации. 
В 1944 году настоятелем собора был пресвитер Виталий Боровой.
С 2 мая 1962 года по 1988 год в здании собора размещался планетарий.
В конце 1980-х годов собор был восстановлен, после чего в нём стали регулярно проводиться богослужения. 11 июля 2008 года в Петропавловском соборе состоялся торжественный чин вручения иконы преподобного Серафима Саровского с частицей мощей.